# Austrotritia saraburiensis
Austrotritia saraburiensis är en kvalsterart som beskrevs av Aoki 1965. Austrotritia saraburiensis ingår i släktet Austrotritia och familjen Oribotritiidae. Inga underarter finns listade.